# Gare de triage de Sibelin
Le triage de Sibelin est une gare de triage qui se situe à 10 km au sud de Lyon, sur les territoires des communes de Feyzin et de Solaize dans la métropole de Lyon en région Auvergne-Rhône-Alpes.

## Situation ferroviaire
Ce triage est situé entre les points kilométriques (PK) 521,3 et 525,8 de la ligne de Paris-Lyon à Marseille-Saint-Charles. L'accès des deux côtés est réalisé par des sauts de moutons.

## Histoire
Ce triage a été mis en service le 4 novembre 1970.
Le document de référence du réseau ferré national (DRR) de 2023 indique que Sibelin est l'une des quatre gares de triage à la gravité du réseau et dessert une installation terminale embranchée (ITE).